# Storsporig dyngdyna
Storsporig dyngdyna (Selinia pulchra) är en svampart som först beskrevs av Georg Winter, och fick sitt nu gällande namn av Pier Andrea Saccardo 1883. Storsporig dyngdyna ingår i släktet Selinia och familjen Bionectriaceae.  Arten är reproducerande i Sverige. Inga underarter finns listade i Catalogue of Life.